# Крживицкий, Казимир
Казимир Крживицкий (пол. Kazimierz Krzywicki; 1820—1883) — польский писатель.

## Биография
Родился в 1820 году на Волыни в бедной шляхетской семье. Получил образование в Юрьевском (Дерптском) университете, где за работу «Задача статистики»/«Die Aufgabe der Statistik», Дерпт, 1844) получил степень магистра философии.
Женился на дочери инспектора университета - Антонине фон Вельде. В 1845 году переехал в Петербург. Работал в Административном департаменте МВД.
В 1846 году, будучи в командировке в Дерпте для уточнения статистического описания этого города, он опубликовал новую работу «Ueber Besteuerung der Gastwirtschaft als Gewerbe» (Дерпт, 1846), посвященную проблемам государственных финансов. За это исследование Крживицкий получил степень доктора наук.
После командировки вернулся в Петербург, где продолжил карьеру в МВД в качестве чиновника по особым поручениям и члена различных комиссий. В 1858 году Крживицкого перевели во Второе Отделение Императорской Канцелярии.
В 1861 году познакомился с маркизом Александром Велепольским, а позже поддерживал его реформаторские идеи. В 1862 году после утверждения Велепольского на должность начальника Гражданского управления Царства Польского, Крживицкий получил должность главного директора Государственной комиссии религиозных исповеданий и народного просвещения, которую ранее занимал Велепольский. Примерно в это же время развелся с женой.
В новой должности реорганизовал множество учебных заведений в Царстве Польском, выполнив поставленные перед ним задачи.
Восстание и отставка Велепольского негативно отразилась на деятельности Крживицкого. Князь Константин Николаевич, наместник Царства Польского, предлагал Крживицкому занять должность Велепольского, но Крживицкий отказался. В июне 1863 года уходит в отпуск по состоянию здоровья и уезжает за границу. После отпуска просит об отставке с занимаемой должности, но назначается действительным членом Государственного Совета Царства Польского. В 1864 году снова просит об отставке. После освобождения от государственных должностей уезжает в Дрезден. Туда же вскоре переехал и Велепольский, с которым у Крживицкого сложилась близкая дружба. Упоминается, что к парализованному в 1867 году Велепольскому до самой его смерти (в 1877 году) пускали только членов его семьи и Крживицкого.
Чуть позже переехал в Гейдельберг, где жил его сын. Там же и умер в 1883 году.
Наибольшую известность получила работа «Rossyja i Polska w r. 1872» (Лейпциг.,1872), которая довольно быстро была переведена на русский язык и опубликована в Чтениях в Обществе истории и древностей российских при Московском университете.